# Golęcino
Golęcino (deutsch Frauendorf) ist ein Ortsteil von Stettin und befindet sich im Stadtteil Północ nordwestlich der Altstadt am westlichen Ufer der Oder.

## Geschichte
Der Ort hieß im 13. Jahrhundert Golazin und gehörte einem Herrn („dominus“) namens Bartholomeus, der es dem von Herzog Barnim I. gegründeten Zisterzienserinnenkloster Stettin schenkte. Überliefert sind zwei Urkunden von Herzog Barnim I. aus dem Jahre 1243, die diese Schenkung bestätigten. Wegen der weiblichen Besitzerinnen erhielt das Klostergut in Folge den Namen Frauendorf.
Frauendorf war bereits im 18. Jahrhundert ein beliebter Ausflugsort, vor allem der Stettiner Bürger, die unter anderem den 84 Meter hohen Juloberg als Aussichtspunkt nutzten. 1818 kam der Ort in den neugebildeten Landkreis Randow im Regierungsbezirk Stettin. In der zweiten Hälfte des 19. Jahrhunderts siedelten sich um den Ort mehrere Fabriken an. Die größte war das flussabwärtsgelegene Eisenhüttenwerk Kraft mit etwa 2500 Beschäftigten. Um 1900 hatte der Ort 3962 Einwohner und erhielt Anschluss an die Bahnstrecke Stettin–Pölitz–Ziegenort. In der ersten Hälfte des 20. Jahrhunderts wurde von Emil R. Retzlaff die Ostseewerft AG bei Frauendorf errichtet; das erste Schiff wurde dort 1921 auf Stapel gelegt. 1929 kaufte Retzlaff die Werft Nüscke & Co. und fusionierte sie mit der Ostseewerft Frauendorf unter dem Namen Merkurwerft. Nach der Auflösung des Kreises Randow 1939 kam Frauendorf zum Stadtkreis Stettin. 1944 wurden der Ort und die Werft bei Bombenangriffen zerstört.
Nach dem Zweiten Weltkrieg kam der im sogenannten Stettiner Zipfel gelegene Ort zu Polen und erhielt den polnischen Ortsnamen Golęcino.

## Persönlichkeiten

### Söhne und Töchter des Ortes
- Hermann Hoffmann (1880–1945), deutscher Reichsgerichtsrat
- Erwin Fischer (1907–1942), deutscher kommunistischer Widerstandskämpfer gegen den Nationalsozialismus
- Walter Görlitz (1913–1991), deutscher Schriftsteller, Historiker und Publizist
- Mechthild Hempel (1925–2012), deutsche Malerin und Graphikerin

### Mit dem Ort verbunden
- Carl Hoffmann (1836–1903), Pfarrer in Frauendorf und Superintendent der Synode Stettin-Land